# Ōe no Masahira
Ōe no Masahira (大江匡衡; 952 – 6 agosto 1012) è stato un poeta giapponese waka e studioso del confucianesimo del medio periodo Heian.
Suo nonno era Ōe no Koretoki ed è il bisnonno di Ōe no Masafusa. Sua moglie era la collega poeta Akazome Emon. Il suo nome è incluso nell'elenco antologico Chūko Sanjūrokkasen.

## Biografia
Nacque nel 952 durante l'epoca dell'imperatore Murakami. Il clan Ōe (noto anche come famiglia Go), il cui fondatore era Ōe no Otondo, era un lignaggio familiare di accademici, insieme al clan Sugawara (noto anche come famiglia Kan). Il clan Ōe fece un balzo in avanti dopo la caduta di Sugawara no Michizane, e il clan, inclusi Koretoki e Asatsuna, divenne un pilastro dei confuciani nell'era dell'imperatore Murakami. Si pensa che il nome Masahira (匡衡) che gli fu dato al Genpuku (rituale per la maggiore età) derivi dal nome di un letterato cinese, Kyo Ko (匡衡), all'età della dinastia Han. Iniziò a studiare composizione poetica nel 975. Ricoprì un incarico burocratico nella provincia di Echizen e nel 984 fu promosso a jugoi. Fu vicegovernatore della provincia di Kai e nel 989 fu elevato al titolo di shōgoi mentre nello stesso anno conseguì la laurea in composizione. Successivamente fu nominato shikibu daifu, tōgūgakushi e vicegovernatore di Echizen, nel 998 jushii, vicegovernatore della provincia di Owari nel 1001 e nel 1003, promosso a shōshii. Nel 1005 fu scelto come tutore imperiale del principe Atsuyasu, figlio dell'imperatore Ichijō. Intorno al 1007 si dimise dall'incarico di Tōgūgakushi e nel 1008 divenne governatore della provincia di Tamba e ciambellano.
Masahira divenne Tōgūgakushi (un educatore del principe ereditario) e Monjōhakase (un insegnante di poesia e storia), come Kokushi (un funzionario responsabile dell'amministrazione regionale) della provincia di Owari, ha istituito il Gakkoin (istituto di formazione per ufficiali) per migliorare l'istruzione regionale.

## Opera poetica
Il clan Ōe è composto da membri che hanno scritto diverse opere e questa responsabilità ricade su Masahira. Per quanto riguarda la poesia cinese , scrisse l'Honchū Bunsui (本朝文粋), il Gōrihō-shū (江吏部集) e l'Honchū Reisō (本朝麗藻). Ha rapporti artistici con i poeti Ōnakatomi no Sukechika, Fujiwara no Sanekata, Fujiwara no Michinaga, Fujiwara no Yukinari e Fujiwara no Kintō. Ha composto la sua raccolta di poesie waka chiamata Masahira Ason-shū (匡衡朝臣集). Dodici delle sue poesie sono incluse in varie antologie imperiali tra cui il Goshūi Wakashū.